# خديجة سلطان
خديجة سلطان هي ابنة السلطان العثماني أحمد الثالث. وُلدت في 27 سبتمبر 1710 في الدولة العثمانية، وتوفيت في 1738 في الدولة العثمانية.